# 永兴镇 (浦城县)
永兴镇，是中华人民共和国福建省南平市浦城县下辖的一个乡镇级行政单位。

## 行政区划
永兴镇下辖以下地区：
前墩村、岩岭村、银场村、虹垂村、冠山村、大元村、永平村、炉铺村、永兴村、庵后村、下墩村、竹山村、连源村、珠山村、沿州村、龙下村、后洋村、廉溪村、凹头村和肖家村。